# Pierre Chasseuil
Pierre Chasseuil (2004) es un deportista francés que compite en ciclismo en la modalidad de trials. Ganó una medalla de plata en el Campeonato Mundial de Ciclismo Urbano de 2022, en la prueba por equipo.

## Palmarés internacional
| Campeonato Mundial | Campeonato Mundial | Campeonato Mundial | Campeonato Mundial |
| Año                | Lugar              | Medalla            | Competición        |
| ------------------ | ------------------ | ------------------ | ------------------ |
| 2022               | Abu Dabi ( EAU)    | Medalla de plata   | Equipo mixto       |